# Kalangsari
Kalangsari is een bestuurslaag in het regentschap Karawang van de provincie West-Java, Indonesië. Kalangsari telt 11.493 inwoners (volkstelling 2010).